# Жуков, Евгений Николаевич
Евгений Николаевич Жуков (1 ноября 1904 — 16 апреля 1963) — советский военачальник, контр-адмирал (3.11.1951).

## Биография
Родился в городе Одесса, ныне Украина.
В 1922 году был призван в ВМФ на Черноморский флот, где проходил службу на следующих должностях: курсант машинной школы УО, машинист миноносца «Лейтенант Шмидт»,
старший трюмный машинист крейсера «Коминтерн». В 1925 году вступил в ВКП(б). В ноябре 1926 года уволен в запас.
С февраля 1927 года продолжил службу на Черноморском флоте старшиной трюмных машинистов на крейсерах «Червона Украина» и «Коминтерн».
С сентября 1928 года — слушатель параллельных курсов при ВМУ им. М. В. Фрунзе.

Могила Жукова на Введенском кладбище Москвы.

По окончании курсов с октября 1931 года вновь на Черноморском флоте — командир роты учебного отряда, старший минный специалист линкора «Парижская коммуна», минный специалист эсминца «Незаможник», помощник командиpa сторожевого корабля «Шторм». В октябре 1935 года назначен командиром БТЩ «Трал». В феврале 1936 года назначен командиром СКР «Шторм». С декабря 1936 года проходит обучение на курсах командиров миноносцев СККС ВМС РККА. В мае 1937 года назначен командиром эскадренного миноносца «Шаумян», в марте 1938 года командиром лидера эскадренных миноносцев «Харьков».
С июня 1938 года принимает участие в боевых действиях в Испании в качестве военного советника при 1-й флотилии миноносцев республиканского флота, одним из последних советских моряков-добровольцев вернулся на Родину.
С мая 1939 года — командир лидера эскадренных миноносцев «Ташкент» ЧФ.
С января 1941 года — начальник штаба ОЛС ЧФ.
В Великую Отечественную войну вступил в прежней должности.
С июля 1942 года — начальник штаба бригады крейсеров ЧФ.

Из боевой характеристики (1943): «Умело руководил работой штаба при разработке документации на операции и отдельные задания соединениями и кораблями и в процессе их проведения добивался выполнения поставленных задач. Лично участвовал в проведенных десантных операциях в Феодосии, Судаке, Южн. Озерейке. Выполнял самостоятельно отдельные боевые задания на кораблях, принимал участие на кораблях в обороне Одессы, Севастополя. В бою не теряется, проявляя смелость и решительность».
С 29 марта 1943 года — командир крейсера «Ворошилов» ЧФ.

Из наградного листа (1945): «Командуя крейсером „Ворошилов“, участвовал во всех боевых операциях кораблей ЧФ в период Великой Отечественной войны. За образцовое выполнение боевых заданий командования, крейсер „Ворошилов“ награждён орденом Красного Знамени».
После войны капитан 1-го ранга Жуков продолжил командовать крейсером.
С ноября 1947 года обучался в АКОС при ВМА им. К. Е. Ворошилова.
Начальник штаба ОУК (10.1948—8.1950), 22-й ди строящихся и ремонтирующихся кораблей (8.1950—5.1951) 8-го ВМФ. Командир 30-й ди ОВРа 5-го ВМФ, ТОФ (5.1951—12.1955). Командир КР Потийской ВМБ ЧФ (12.1955—1.1958). В распоряжении ГК ВМФ (1—4.1958). С апреля 1958 — в запасе по болезни.
Похоронен на Введенском кладбище в Москве.

## Награды

### СССР
- два ордена Ленина (1947)
- четыре ордена Красного Знамени (1942, 20.04.1944, 03.11.1944, 1953)
- орден Ушакова II степени № 39 (26.5.1945)
- Медали СССР в т.ч:
  - «За оборону Одессы»
  - «За оборону Севастополя»
  - «За оборону Кавказа»
  - «За победу над Германией в Великой Отечественной войне 1941—1945 гг.»
    - Именное оружие (1954).

## Архивы
- Архив: ЦВМА, личное дело № 25501; ф. 3, on. 1, д. 512, л. 191; оп. 4, д. 44, л. 40; ф. 14, оп. 58, д. 41, л. 25.